# Laghi d'Europa per superficie
Questo è un elenco dei maggiori laghi europei per estensione.
| P. | Nome              | Area (km2) | Profondità max (m) | Origine             | Nazione di appartenenza                            |
| -- | ----------------- | ---------- | ------------------ | ------------------- | -------------------------------------------------- |
| 1  | Mar Caspio[1]     | 371 000    | 463                |                     | Azerbaigian, Iran, Kazakistan Russia, Turkmenistan |
| 2  | Ladoga            | 17 700     | 230                |                     | Russia                                             |
| 3  | Onega             | 9 610      | 110                |                     | Russia                                             |
| 4  | Vänern            | 5 490      | 107                |                     | Svezia                                             |
| 5  | Saimaa            | 4 377      | 88                 |                     | Finlandia                                          |
| 6  | Lago dei Ciudi    | 3 550      | 15,3               |                     | Estonia, Russia                                    |
| 7  | Vättern           | 1 898      | 128                |                     | Svezia                                             |
| 8  | Il'men'           | 1 410      | 10                 |                     | Russia                                             |
| 9  | Vygozero          | 1 250      | 10                 |                     | Russia                                             |
| 10 | Lago Bianco       | 1 125      | 33                 |                     | Russia                                             |
| 11 | Mälaren           | 1 084      | 64                 |                     | Svezia                                             |
| 12 | Päijänne          | 1 081      | 93,3               |                     | Finlandia                                          |
| 13 | Topozero          | 1 049      | 50                 |                     | Russia                                             |
| 14 | Inari             | 1 040      | 92                 |                     | Finlandia                                          |
| 15 | Pielinen          | 894        | 90                 |                     | Finlandia                                          |
| 16 | Oulujärvi         | 887        | 90                 |                     | Finlandia                                          |
| 17 | Imandra           | 876        | 67                 |                     | Svezia                                             |
| 18 | Segozero          | 815        | 97                 |                     | Russia                                             |
| 19 | Pjaozero          | 659        | 49                 |                     | Russia                                             |
| 20 | Haukivesi         | 620        | 58                 |                     | Finlandia                                          |
| 21 | Balaton           | 592        | 12,5               |                     | Ungheria                                           |
| 22 | Kovdozero         | 584        | 63                 |                     | Russia                                             |
| 23 | Lago Lemano       | 580        | 309,7              | glaciale            | Francia, Svizzera                                  |
| 24 | Lago di Costanza  | 538        | 253                | glaciale            | Austria, Germania, Svizzera                        |
| 25 | Orivesi-Paasivesi | 536        | 75                 | Cratere meteoritico | Finlandia                                          |
| 26 | Kallavesi         | 513        | 90                 |                     | Finlandia                                          |
| 27 | Keitele           | 500        | 66                 |                     | Finlandia                                          |